# Čojluk
Čojluk falu Horvátországban, Lika-Zengg megyében. Közigazgatásilag Udbinához tartozik.

## Fekvése
Korenicától légvonalban 25 km-re, közúton 32 km-re délre, községközpontjától légvonalban 3 km-re, közúton 4 km-re délnyugatra, a Korbava mező nyugati szélén, Kurjak és Rebić között fekszik.

## Története
Török eredetű neve kis falut, telepet jelent, de területe már sokkal korábban lakott volt. A 15. században említett Ćojluk vára ókori japod erődítmény romjaira épült. A japodok az illírek egyik törzse egészen a római hódításig uralták ezt a vidéket. A középkorban a Gusić nemzetség birtoka volt, valószínűleg ők építették a középkori várat is. A török 1527-ben Čojluk várát is elfoglalta. Egy 1577-es feljegyzés szerint a várat a török megerősítette, majd pravoszláv és muzulmán lakosságot telepített ide. Az 1685 és 1699 között dúlt osztrák-török háborúban a falu ismét néptelen lett. A muzulmánok Bihács irányába, a pravoszlávok Dalmácia felé és Brinje környékére menekültek. Čojluk 1698-ig puszta volt, majd Észak-Dalmácia és Észak-Lika területéről szerbek települtek be. Martin Brajković zenggi püspök 1700-ban pravoszláv lakosságú faluként említi. 1712-ben a knini Dopuđa és Majstorović, a brinjei Kalanj és Knežević és a smiljani Basara családok lakták. A falunak 1857-ben 188, 1910-ben 171 lakosa volt. A trianoni békeszerződés előtt Lika-Korbava vármegye Udbinai járásához tartozott. Ezt követően előbb a Szerb-Horvát-Szlovén Királyság, majd Jugoszlávia része lett. Az első világháború után sokan vándoroltak ki Amerikába, valamint Szlavónia, Koszovó és a Vajdaság területére települtek át. 1991-ben lakosságának 98 százaléka szerb nemzetiségű volt. A szerbek Podlapača parókiájához tartoztak. 1995 augusztusában a faluban 13 családi ház állt, melynek lakói a horvát csapatok elől Szerbiába menekültek. 1998-ban már csak 5 házban laktak. A falunak 2011-ben mindössze 11 lakosa volt.

## Lakosság
| Lakosság változása | Lakosság változása | Lakosság változása | Lakosság változása | Lakosság változása | Lakosság változása | Lakosság változása | Lakosság változása | Lakosság változása | Lakosság változása | Lakosság változása | Lakosság változása | Lakosság változása | Lakosság változása | Lakosság változása | Lakosság változása |
| ------------------ | ------------------ | ------------------ | ------------------ | ------------------ | ------------------ | ------------------ | ------------------ | ------------------ | ------------------ | ------------------ | ------------------ | ------------------ | ------------------ | ------------------ | ------------------ |
| 1857               | 1869               | 1880               | 1890               | 1900               | 1910               | 1921               | 1931               | 1948               | 1953               | 1961               | 1971               | 1981               | 1991               | 2001               | 2011               |
| 188                | 201                | 178                | 200                | 234                | 211                | 171                | 176                | 112                | 117                | 110                | 78                 | 53                 | 40                 | 15                 | 11                 |

## Nevezetességei
Az Úr Színeváltozása tiszteletére szentelt szerb pravoszláv temploma 1745-ben épült. A második világháború idején az usztasák felgyújtották.